# Ciriaco Pizzecolli
Ciriaco Pizzecolli ili Cirijak Ankonski (Ancona 1391. – Cremona, 1452.) bio je arheolog, navigator, humanist i epigraphist talijanski putnik. On je pozvao pater antiquitatis (otac arheologije).
Mnogo je putovao radi trgovine i u potrazi za ostatcima klasične starine ne samo po Italiji nego i po Grčkoj, Aziji i Egiptu. Bio je dvaput i u našim
stranama; kao pomoćnik u trgovačkoj službi svoga rođaka ide u Dalmaciju (1412. – 14.), a drugi put (1432.) pohodi Iliriju i Epir. I tu sakuplja stare novce, rukopise, ispisuje natpise i precrtava stare spomenike. U svom Itinerariu (Firenca, 1742.) opisuje putovanje i prilike po dalmatinskoj
obali. Izgorjela je njegova velika epigrafska zbirka Commentari, od koje su se sačuvali samo neki ispisi njegovih znanaca.

## Vanjske poveznice
- P. Pelagatti, «Ciriaco de' Pizzicolli»
- Luigi Michelini Tocci, «Ciriaco d'Ancona (C. de' Pizzicolli)»